# Gul daglilja
Gul daglilja (Hemerocallis lilioasphodelus) är en växtart i familjen dagliljeväxter. Den förekommer i Europa, till Ryssland, Mongoliet, Kina, Korea och Japan. Arten är en vanlig trädgårdsväxt i Sverige.
Växten är en flerårig ört som blir 70-80 cm och vissnar ner vintertid. Rötterna är något förtjockade och rep-lika, ibland med knöllika bildningar. Bladen är remlika, kölade, 20-70 × 0,3-1,2 cm, uddspetsiga. Blomstjälken är vanligen något kortare än bladen, solid, med tydlig centralstjälk och fjällika högblad. Blomställningen är ett förgrenat med 2-5 skruvade knippen. Blommorna sitter 2-5 per knippe, de är klargula eller citrongula med kort blompip och utbredda, överlappande flikar, doftande och förblir öppna under 1-3 dagar. Frukten är en elliptisk kapsel.
I Sverige blommar arten i juni.

## Hybrider och sorter
Gul daglilja har använts mycket inom förädlingsarbetet med trädgårdsdagliljor. En så kallad primär hybrid har fått namnet Hemerocallis × flavocitrina = gul daglilja (H. lilioasphodelus) × tuvdaglilja (H. dumortieri ).
Sorten 'Major' (Farr 1908) bli 90 cm hög och har större blommor än vanligt för arten. Blomningstiden är lång och plantan är ofta mer eller mindre vintergrön.
Det svenska namnet var tidigare klargul daglilja. Både detta och det nuvarande skall ses i historiskt perspektiv då endast denna och brunröd daglilja (H. fulva) var kända i Europa. Idag kan namnet kännas underligt då majoriteten av arterna har gula eller gulorange blommor.

## Odling
Gul daglilja är mycket lättodlad och härdig i hela Sverige. Den föredrar en solig, inte alltför torr plats. Arten förökas genom delning under våren, även om frösådd är möjlig. Avkomman kan variera något i sina egenskaper.

## Synonymer
- Hemerocallis flava (L.) L.
- Hemerocallis lilioasphodelus f. aurantiaca (Baranov & Skvortzov) M.Kitagawa
- Hemerocallis lilioasphodelus var. flava L.
- Hemerocallis lilioasphodelus var. yezoensis (Hara) M.Hotta
- Hemerocallis lutea Gaertn.
- Hemerocallis yezoensis H.Hara